# ボニー・ハント
ボニー・ハント（Bonnie Hunt, 1961年9月22日 - ）は、アメリカ合衆国の女優、コメディアン、声優、脚本家、映画監督、プロデューサーである。ゴールデングローブ賞に２回、エミー賞に１回ノミネートされている。

## 来歴
イリノイ州シカゴに生まれ、電気工の父ロバート・エドワード・ハントと専業主婦の母アリス・E・ハントの三女としてアイルランド系カトリックの家庭で育てられる。
高校卒業後は看護師として働いていたが、1984年、ジョーン・キューザックらとともに即興劇団を共同で立ち上げる。1986年には即興コメディ集団のセカンド・シティに入団した。1988年に『レインマン』で映画デビューを果たし、NBCのコメディ番組『サタデー・ナイト・ライブ』のレギュラーにも指名されたが、番組プロデューサーが即興を重視するハントの姿勢に難色を示したことから出演を辞退した。
1993年、友人であるデイヴィッド・レターマンの製作総指揮により、CBSのシットコム『The Building』で脚本と主演を務める。2000年にはロマンティック・コメディ映画『この胸のときめき』で映画監督デビューを果たし、2002年からはABCのシットコム『Life with Bonnie』で脚本と主演を担当した。
2008年、ワーナー・ブラザースが配給（番組販売）する平日午後のトーク番組『The Bonnie Hunt Show』の司会者に就任し、初回放送では1995年に映画『ジュマンジ』で共演したロビン・ウィリアムズをゲストに迎えた。ハントはこの番組での仕事ぶりが評価されてデイタイム・エミー賞トーク番組司会者賞にもノミネートされたが、番組は2010年5月26日の放送回をもってレギュラー放送を終了した。
声優としても『カーズ』シリーズや『トイ・ストーリー3』などといったピクサー・アニメーション・スタジオの作品に参加しているほか、2013年に制作されたオムニバス形式のテレビ映画『コール・ミー・クレイジー 5つの処方箋』ではうつ病に悩むコメディアンを主人公にしたセグメント『エディ』で監督を務めている。

## 私生活
1988年に銀行員と結婚したが、2006年の『レイト・ショー・ウィズ・デイヴィッド・レターマン』に出演した際には「現在は独り」と発言している。

## 出演作品

### 映画
| 公開年 | 邦題 原題                                        | 役名                         | 備考                   |
| ------ | ------------------------------------------------ | ---------------------------- | ---------------------- |
| 1988   | レインマン Rain Man                              | サリー・ディブス             |                        |
| 1992   | ベートーベン Beethoven                           | アリス・ニュートン           |                        |
| 1993   | デーヴ Dave                                      | ホワイトハウスのツアーガイド |                        |
| 1993   | ベートーベン2 Beethoven's 2nd                    | アリス・ニュートン           |                        |
| 1994   | オンリー・ユー Only You                          | ケイト・コルヴァッチ         |                        |
| 1995   | Dearフレンズ Now and Then                        | デウィット夫人               |                        |
| 1995   | ジュマンジ Jumanji                               | サラ・ウィットル             |                        |
| 1995   | あやしい奴ら Getting Away with Murder            | ゲイル・ホランド             |                        |
| 1996   | ザ・エージェント Jerry Maguire                   | ローレル・ボイド             |                        |
| 1998   | バグズ・ライフ A Bug's Life                      | ロージー                     | 声の出演               |
| 1999   | ランダム・ハーツ Random Hearts                   | ウェンディ                   |                        |
| 1999   | グリーンマイル The Green Mile                    | ジャン・エッジコム           |                        |
| 2000   | この胸のときめき Return to Me                    | メーガン・デイトン           | 監督・脚本・原案・出演 |
| 2001   | モンスターズ・インク Monsters, Inc.              | フリント                     | 声の出演               |
| 2002   | 夏休みのレモネード Stolen Summer                 | マーガレット・オマリー       |                        |
| 2003   | 12人のパパ Cheaper by the Dozen                  | ケイト・ベーカー             |                        |
| 2005   | 12人のパパ2 Cheaper by the Dozen 2               | ケイト・ベーカー             |                        |
| 2006   | カーズ Cars                                      | サリー・カレラ               | 声の出演               |
| 2010   | トイ・ストーリー3 Toy Story 3                    | ドーリー                     | 声の出演               |
| 2011   | カーズ2 Cars 2                                   | サリー・カレラ               | 声の出演               |
| 2013   | モンスターズ・ユニバーシティ Monsters University | ミセス・グレイブス           | 声の出演               |
| 2016   | ズートピア Zootopia                              | ボニー・ホップス             | 声の出演               |
| 2017   | カーズ/クロスロード Cars 3                       | サリー・カレラ               | 声の出演               |
| 2019   | トイ・ストーリー4 Toy Story 4                    | ドーリー                     | 声の出演               |
| 2023   | レッド・ワン Red One                             | ミセス・クロース             |                        |

### テレビシリーズ
| 放映年    | 邦題 原題                                   | 役名             | 備考          |
| --------- | ------------------------------------------- | ---------------- | ------------- |
| 2013-2018 | ちいさなプリンセス ソフィア Sofia the First | ティリー公爵夫人 | 計7話声の出演 |
| 2021      | モンスターズ・ワーク Monsters at Work       | フリント         | 計6話声の出演 |
| 2022      | カーズ・オン・ザ・ロード Cars on the Road   | サリー           | 声の出演      |